# François Marie Pietri
François Marie Pietri est un homme politique français né à une date inconnue et  mort en 1838 à Londres (Royaume-Uni).

## Biographie
Propriétaire à Fozzano, il est député de la Corse de 1791 à 1792 où il siège dans la Plaine. Ce proche de Pascal Paoli s'exile avec lui en Angleterre.

## Sources
- « François Marie Pietri », dans Adolphe Robert et Gaston Cougny, Dictionnaire des parlementaires français, Edgar Bourloton, 1889-1891 [détail de l’édition]